# Stratospongilla penney
Stratospongilla penney är en svampdjursart som först beskrevs av Harrison 1979.  Stratospongilla penney ingår i släktet Stratospongilla och familjen Spongillidae. Inga underarter finns listade i Catalogue of Life.